# Laurent de Palmas
Laurent de Palmas est un joueur de football professionnel français, né le 29 octobre 1977 à Miramas.
Après un long passage au Nîmes Olympique, où il évolue en Ligue 2, Laurent De Palmas a participé à la Coupe d’Europe contre l’AIK de Stockholm en huitième de finale.
À la suite de cela il a été sélectionné en équipe de France des -20ans, sélection avec laquelle il a eu l’occasion de s’illustrer lors de plusieurs tournois internationaux. 
Puis il a joué une saison à l'AS Cannes, par la suite De Palmas s'exile dans les championnats espagnols.
De 2004 à 2006, il joue au Racing de Ferrol (où il a été nommé latéral droit de la saison), de 2006 à 2007 il participe activement à la montée de UD Almería équipe entraînée par Unai Emery et de 2007 à 2009 il joue à l'Elche CF, clubs de Segunda División.